# Kaiser-Wilhelm-Park (Essen)

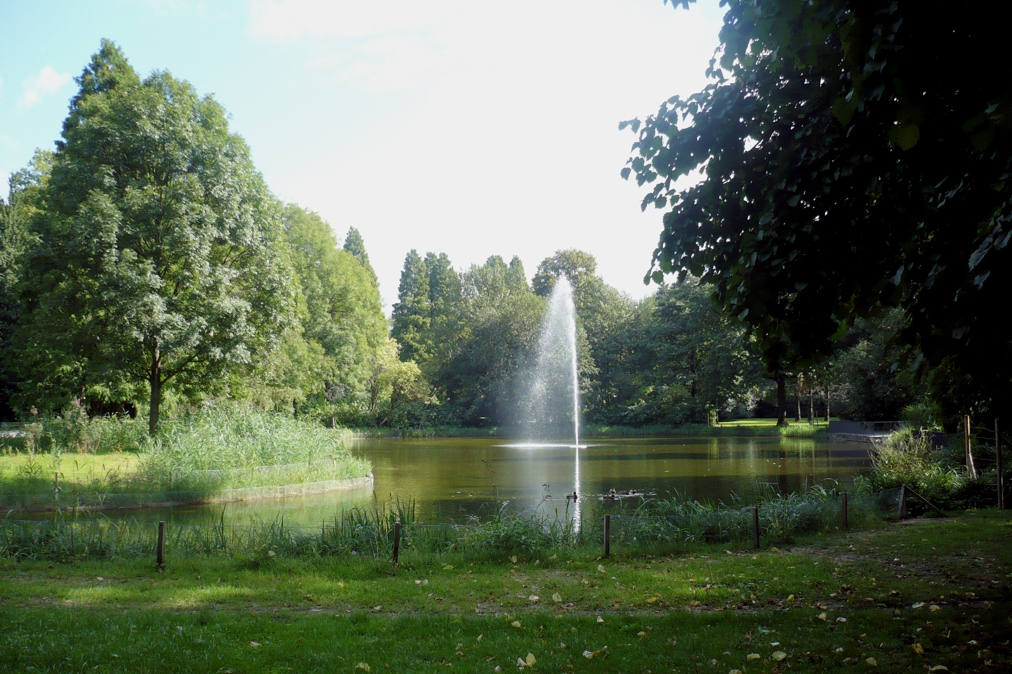
Brunnen im Kaiser-Wilhelm-Park

Der Kaiser-Wilhelm-Park ist eine heute rund zehn Hektar große Parkanlage im Essener Stadtteil Altenessen-Süd. Sie wurde 1897 zum 100. Geburtstag Kaiser Wilhelms I. als erster Volkspark im Landkreis Essen errichtet und nach ihm benannt. Im Zug der Arbeiterfürsorge wurde er ausdrücklich für die Erholung der Bewohner des stark industriell geprägten Stadtteils angelegt.

## Geschichte

### Entstehung
Die Flächen des Parks waren den Bauern Westerdorff und Holbeck von der damaligen Gemeinde abgekauft worden, die dafür zusammen 58.000 Mark erhielten. Johann Heinrich Spindelmann (geboren am 13. Mai 1878, gestorben am 30. März 1927) stiftete 1898 eine weitere Fläche für die Anlage des Parks. Die Errichtung des Parks schlug dann mit weiteren 27.500 Mark zu Buche. Der Düsseldorfer Gartenarchitekt Fritz Gude gestaltete ihn mit einem ersten Teich mit Fontäne, einem Geflügelhaus, Kieswegen und Fußgängerbrücken. Der finanzielle Unterhalt der Parkanlage wurde in hohem Maße durch die damals größten Arbeitgeber, den 1852 durch den Industriellen Friedrich Grillo gegründeten Bergbau-Verein Neu-Essen und den Kölner Bergwerks-Verein sichergestellt. Mit deren Unterstützung wurde ein Gärtner angestellt sowie eine Gärtnerei und ein Gewächshaus gebaut. Die Eröffnung fand am 21. März 1897 statt, obwohl die Bauarbeiten bis in den Herbst des Jahres andauerten. Zu seinem Namen kam der Park erst durch eine Reichskabinettsorder, denn es durfte nicht einfach jede Einrichtung nach dem Kaiser benannt werden. Zur Eröffnung wurde eine Kaisereiche gepflanzt, die wegen der Not im Zweiten Weltkrieg zu Brennholz gemacht wurde. Später pflanzte man an gleicher Stelle eine neue Eiche.
Von Beginn an kam es wiederholt zu Sachbeschädigungen im Park, so dass er eingezäunt und nachts bewacht werden musste. Zwei Personen gaben im September 1902 mehrere Schüsse auf einen Parkwächter ab, trafen ihn jedoch nicht.
Der ursprüngliche Kaiser-Wilhelm-Park umfasste den heutigen nördlichen Teil des Parks in denselben Grenzen wie heute. Südlich endete er an der Unterführung des Damms der später stillgelegten Eisenbahntrasse. Seit den 1920er Jahren reicht er bis zum Palmbuschweg. In Ost-West-Richtung wird der Park heute von Radwegen begrenzt, die in ihrer früheren Funktion als Bahnstrecken ebenfalls schon die Grenzen bildeten. Diese zu Rad- und Fußwegen umgestalteten Bahnstrecken dienen heute neben anderen Wegen der Erschließung des Kaiser-Wilhelm-Parks.

### Angebote der Parkanlage im Laufe der Zeit

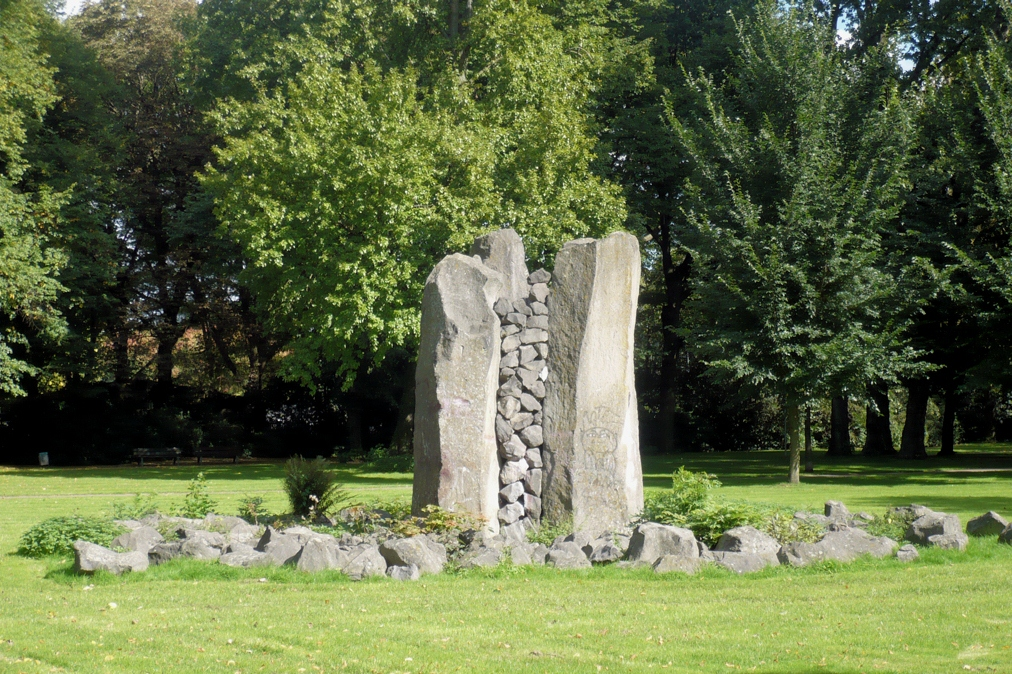
Steinkunstwerk des persischen Künstlers Oveis Saheb Djawaher

Im Zentrum der Parkanlage wurde im Frühjahr 1902 mit der Errichtung einer Restauration mit Tanzsaal im Landhausstil begonnen. Sie wurde im Mai 1903 eröffnet und nach der Zerstörung im Zweiten Weltkrieg nicht wieder aufgebaut wurde. In der Nähe steht der Rest des am 25. September 1904 eingeweihten Kaiserbrunnens, dessen Bau bereits 1899 beschlossen wurde. Bürgerspenden von 22.000 Mark, darunter Erlöse aus Veranstaltungen im Tanzsaal, finanzierten den Brunnen. Der Entwurf des Denkmals stammt vom Berliner Bildhauer Emil Cauer. Auf einem roten Felsen stehen ein Bergmann und ein Hüttenarbeiter als Vertreter der für das damalige Altenessen wichtigsten Berufsgruppen. Das an der Stirnseite angebrachte Bronzerelief Kaiser Wilhelms I. (umrahmt von eineüm Lorbeerkranz), ist nicht mehr vorhanden. Auch das eigentliche Brunnenbecken existiert nicht mehr. Zur Einweihungsfeier des Kaiserbrunnens waren Häuser und der Park beflaggt. 21 Vereine des Südbezirks und 18 Vereine des Nordbezirks zogen hinter dem Altenessener Kriegerverein in den Park, wo sie unter großer Beteiligung der Bevölkerung Aufstellung nahmen. Zu den Ehrengästen gehörte der Regierungspräsident Arthur Schreiber. Ein Knabenchor aus 500 Sängern trat auf. Bürgermeister Theodor Stankeit hielt eine Ansprache, worauf ein Chor, gebildet aus allen ansässigen Männergesangsvereinen, Des deutschen Mannes Wort und Lied sang. Danach fiel zum Donnerschlag von Kanonen die Hülle des Kaiserbrunnens. Dazu wurde dem Bürgermeister Stankeit durch Regierungspräsident Schreiber der Rote Adlerorden IV. Klasse verliehen.
Nach 1904 wurde der Kahnteich angelegt, der vom Graitengraben, aus der damaligen Bürgermeisterei Stoppenberg als Abzugsgraben kommend, gespeist wurde. Genauso wie der von Anfang an vorhandene Ententeich, der zur Verbesserung der Wasserqualität eine Wasserfontäne erhielt. Der Kahnteich mit seiner Roseninsel, auf der es bis 1927 Tennisplätze für besser Betuchte gab, lud zu einer Fahrt mit ausleihbaren Ruderbooten ein. Nach mehrfacher Verlandung wurde der Kahnteich nach dem Zweiten Weltkrieg endgültig zugeschüttet und die heutige große Freifläche geschaffen. Vom ehemals offenen Graitengraben, der in die Berne mündete, ist nur noch der Straßenname geblieben. Bis heute ist der Ententeich erhalten geblieben, dessen Umrisse mehrfach geringfügig verändert worden sind. Auch der angrenzende Spielplatz wird von je her als solcher genutzt. Bereits 1904 gab es hier Jugendspiele der örtlichen Volksschulen.
Zu den Attraktionen des ursprünglichen Kaiser-Wilhelm-Parks gehörten Tiergehege mit diversen Vögeln und Affen, die sich am Eingang an der Tiefenbruchstraße befanden. Zeitweise musste man zum Besuch des Kaiser-Wilhelm-Parks Eintritt bezahlen. Den Nahbereich zum Park begann die Gemeinde zu einer gehobenen Wohngegend auszubauen, wovon heute noch einige Villen in der Stankeitstraße zeugen. Am heutigen Palmbuschweg, damals Katernberger Straße, wurde 1923 ein weiteres Restaurant mit Biergarten und Tanzgelegenheit eröffnet und nach Kriegszerstörung in den 1950er Jahren wiederaufgebaut.
In den 1980er Jahren wurde im Rahmen eines vom Folkwang- und Ruhrlandmuseum organisierten Wettbewerbs für Kunst im öffentlichen Raum die Steingruppe des persischen Künstlers Oveis Saheb Djawaher von der Stadt Essen für den Kaiser-Wilhelm-Park gekauft. Das etwa fünf Meter hohe Kunstwerk zeigt drei Steinsäulen aus Basaltlava, die in ihrer Mitte viele kleine Steine festhalten und selbst von einem Kreis weiterer Steine umgeben sind.
Am 21. Juli 2018 wurde eine Gedenkstätte zu Ehren des verstorbenen Rock-Sängers der Band Linkin Park, Chester Bennington, eingeweiht. Künstler renovierten nach Zustimmung der Bezirkspolitik einen alten Pavillon im Kaiser-Wilhelm-Park und versahen seine Mauer von innen mit einem Graffiti, das den Sänger darstellt.

### Sturmschäden 2014
Dem Pfingststurm Ela fielen am 9. Juni 2014 insgesamt 94 Bäume zum Opfer. 65 Bäume wurden daraufhin neu gepflanzt. Sie wurden durch 15.000 Euro der Spendenaktion Mein Baum für Essen und 25.000 Euro der Bezirksvertretung finanziert. In einigen Parkteilen gab es mit Absicht keine Neupflanzungen, um Sichtachsen zu lassen und Sickermöglichkeiten für Starkregen zu schaffen. Weitere Investitionen von rund 100.000 Euro flossen in die Schadensbeseitigung von Wegen und die Neugestaltung der Parkeingänge mit Staudenbepflanzungen.

### Umgestaltung 2020/2022
Die jüngste Umgestaltung des Kaiser-Wilhelm-Parks war ein Projekt des stadteigenen Betriebs Grün und Gruga in Zusammenarbeit mit dem Amt für Stadterneuerung und Bodenmanagement. Beteiligt sind auch das Jugendamt und die Universität Duisburg-Essen. 600.000 Euro standen aus Landes-, Bundes- und EU-Mitteln, zur Verfügung. Am 5. Juli 2019 gab es eine Bürgerbefragung bezüglich Ideen für die Neugestaltung. Im Herbst 2020 wurde mit den Arbeiten begonnen. Damit wurde die als marode geltende Minigolfanlage abgebaut, der Spielbereich umgebaut und durch ein Ballspielfeld ergänzt und der mehr als einhundert Jahre alte Fußgängertunnel unter der östlich gelegenen ehemaligen Bahnstrecke beseitigt. Dieser diente im Zweiten Weltkrieg Teilen der Bevölkerung auch als Schutz vor Luftangriffen, wurde in jüngster Vergangenheit jedoch als Angstraum wahrgenommen. Im Juni 2022 wurde der Park zum 125-jährigen Jubiläum wiedereröffnet.